# Mistrzostwa Europy w Wioślarstwie 1947
39. Mistrzostwa Europy w Wioślarstwie odbyły się w 1947 r. w szwajcarskiej Lucernie (po raz 4. w historii). Zawodnicy rywalizowali w 7 konkurencjach wioślarskich na pobliskim jeziorze Rotsee. 

## Medaliści
| Konkurencja                 | Złoto | Srebro | Brąz | Źródło      |
| --------------------------- | --- | --- | --- | ----------- |
| M1x (jedynka)               | Jean Séphériades | Ben Piessens | Hansjakob Keller | [ 1 ] [ 2 ] |
| M2x (dwójka podwójna)       | Holandia Henk van der Meer · Tom Neumeier | Szwajcaria Arnoldo Gianella · Ilvo Prosperi | Czechosłowacja Jaroslav Vavřena · František Vrba | [ 3 ]       |
| M2- (dwójka bez sternika)   | Dania Søren Jensen · Jørn Snogdahl | Austria Gert Watzke Kurt Watzke | Francja Jérôme Havlik · Pierre Rivière | [ 4 ]       |
| M2+ (dwójka ze sternikiem)  | Węgry Béla Zsitnik · Antal Szendey · Szaniszlo Latinovits (sternik) | Włochy Giovanni Steffè · Aldo Tarlao · Alvino Grio (sternik) | Dania Finn Pedersen · Tage Henriksen · Carl-Ebbe Andersen (sternik) | [ 5 ]       |
| M4- (czwórka bez sternika)  | Włochy Giuseppe Moioli · Elio Morille · Giovanni Invernizzi · Franco Faggi | Czechosłowacja Karel Vaněk · Josef Schejbal · Jiří Romovacek · Václav Roubík                                                                                     | Szwajcaria Hermann Betschart · Ernest Rufli · Gotthard Oehninger · Karl Schmid                                                                                           | [ 6 ]       |
| M4+ (czwórka ze sternikiem) | Francja Jean-Paul Pieddeloup · Claude Loewenstein · Gérald Maquat · Jean Roulin · Marcel Boigegrain (sternik)                                                                      | Włochy Reginaldo Polloni · Riccardo Cerutti · Renato Macario · Francesco Gotti · Domenico Cambieri (sternik)                                                     | Czechosłowacja Bohdan Kopecký · Miroslav Merk · Miroslav Ptáček · Jaroslav Dlohoška · Zdeněk Dvořák (sternik)                                                            | [ 7 ] [ 2 ] |
| M8+ (ósemka)                | Włochy Angelo Fioretti · Mario Acchini · Fortunato Maninetti · Bonifacio de Bortoli · Enrico Ruberti · Pietro Sessa · Ezio Acchini · Luigi Gandini · Alessandro Bardelli (sternik) | Dania Charles Willumsen · Holger Larsen · Niels Rasmussen · Ib Nielsen · Jarl Emcken · Poul Korup · Børge Hougaard · Gerhardt Sørensen · Niels Wamberg (sternik) | Szwajcaria Walter Stapfer · Erich Schriever · Rudolf Reichling · Peter Stebler · Émile Knecht · Heiri Zoller · Fritz Stapfer · Jakob Knöpfel · Franco Brentani (sternik) | [ 8 ]       |

## Klasyfikacja medalowa
| Miejsce | Reprezentacja  | Złoto | Srebro | Brąz | Razem |
| ------- | -------------- | ----- | ------ | ---- | ----- |
| 1.      | Włochy         | 2     | 2      | 0    | 4     |
| 2.      | Francja        | 2     | 0      | 1    | 3     |
| 3.      | Dania          | 1     | 1      | 1    | 3     |
| 4.      | Holandia       | 1     | 0      | 0    | 1     |
| 4.      | Węgry          | 1     | 0      | 0    | 1     |
| 6.      | Szwajcaria     | 0     | 1      | 3    | 4     |
| 7.      | Czechosłowacja | 0     | 1      | 2    | 3     |
| 8.      | Austria        | 0     | 1      | 0    | 1     |
| 8.      | Belgia         | 0     | 1      | 0    | 1     |
| Razem   | Razem          | 7     | 7      | 7    | 21    |